# Balaton
El lago Balaton (en húngaro: Balaton; en alemán: Plattensee; en eslovaco: Blatenské jazero; del eslavo blatno, pantano, con el significado de "lago fangoso", el origen más probable del nombre[cita requerida]) está situado en el interior de Hungría, a unos 100 km de Budapest. Pertenece a la cuenca del río Danubio. Es el mayor lago de Europa Central y uno de los mayores lagos de agua dulce de Europa. Posee forma alargada, midiendo 79 km de largo y una máxima de 14 km de anchura, con una superficie de 594 km² y una profundidad media de 3 metros. 
Conocido como el parque de la nación, las dos orillas del Balaton difieren entre sí: en el margen sur se alza la zona turística con altos hoteles y minúsculas playas, y en el norte se hallan más poblaciones históricas y lugares de interés, senderos de montaña, mejor vino y mucha menos ostentación. Se considera como el "mar interior" húngaro y es el principal destino del turismo nacional.

## Toponimia
En Hungría, el lago es conocido simplemente como Balaton, o "el Balaton". Este nombre deriva de la palabra eslava blato que significa "barro" o "pantano" (del protoeslavo boltьno; esloveno: Blatno jezero, en eslovaco: Blatenské jazero).
El príncipe eslavo Pribina comenzó a construir en enero de 846 una fortaleza como su centro de poder y varias iglesias en la región del lago Balaton, en el actual territorio de Zalavár, rodeado por bosques y pantanos a lo largo del río Zala. Su castillo bien fortificado y capital del Principado de Balaton, que llegó a conocerse como Blatnohrad o Moosburg, sirvió como un baluarte contra los búlgaros y los moravos.
Los romanos llamaban al lago Lacus Pelso ("Lago Pelso"). Pelso deriva de un nombre local para el lago, tal vez de la lengua iliria. Se supone que "Pelso" significaba "superficial" en Iliria; esta deducción se basa en una raíz protoindoeuropea *pels-.[cita requerida]
El nombre alemán para el lago es Plattensee. Es poco probable que los alemanes hayan nombrado el lago así por ser poco profundo, ya que el adjetivo platt es una palabra prestada griega que vino a través de Francia y entró en el vocabulario general alemán en el siglo XVII. También es de destacar que la profundidad media del Balaton (3.2 metros) no es grande para la zona (la profundidad media del Lago Neusiedl es aproximadamente 1 m).

## Historia
Mientras que unos pocos asentamientos en el lago Balaton, incluidos Balatonfüred y Hévíz, han sido durante mucho tiempo los centros turísticos de la aristocracia húngara, no fue sino en el siglo XIX cuando la clase media húngara comenzó a visitarlo. La construcción de los ferrocarriles en 1861 y 1909 aumentó sustancialmente el turismo, pero el boom de la posguerra de la década de 1950 fue mucho mayor.
La última gran ofensiva alemana de la Segunda Guerra Mundial, la Operación Frühlingserwachen, se llevó a cabo en la región del lago Balaton, en marzo de 1945, más conocida como Ofensiva del lago Balaton. La batalla fue un ataque alemán del Sexto Ejército Panzer de Sepp Dietrich y el Tercer Ejército húngaro entre el 6 de marzo y 16 de marzo de 1945, y al final, resultó en una victoria del Ejército Rojo. Varios Ilyushin Il-2 hundidos han sido sacados del lago después de que fueran derribados durante los últimos meses de la guerra.
Durante los años 1960 y 1970, Balaton se convirtió en un destino turístico importante para los trabajadores húngaros y para salir de excursión con un subsidio para los miembros del sindicato. También atrajo a muchos alemanes del Este y otros residentes del Bloque Oriental. Los alemanes occidentales también podrían visitarlo, haciendo de Balaton un lugar de encuentro común para las familias y amigos separados por el muro de Berlín hasta 1989. El colapso del comunismo después de 1991 y el desmantelamiento de los sindicatos vieron la reducción gradual pero constante del número de los húngaros peor pagados.

## Clima
La presencia del lago Balaton afecta a la precipitación de área local cada año. El área recibe aproximadamente 5,7 cm más precipitación que la mayor parte de Hungría, lo que resulta en mayor número de días nublados y temperaturas menos extremas. La superficie del lago se congela durante el invierno. El microclima alrededor del Balaton también ha hecho que sea la región ideal para la viticultura. El lago, que actúa como un espejo, aumenta en gran medida la cantidad de luz solar que reciben las vides de la región.[cita requerida] El clima mediterráneo, combinado con el suelo (que contiene la roca volcánica), ha destacado a la región por su producción de vinos desde la época romana, hace dos mil años.

## Información turística
La temporada alta turística comienza en junio y termina a finales de agosto. La temperatura media del agua es de 25 °C, lo cual hace el baño en sus aguas muy agradable. Otras atracciones turísticas son la navegación, la pesca y otros deportes acuáticos, igual que la visita a la zona rural y a las colinas de los alrededores; existen viñedos en la zona al norte y la vida nocturna está más desarrollada en su orilla sur. La península de Tihany es un distrito histórico.
El Aeropuerto de Hévíz-Balaton conecta la región con el resto del continente europeo.
Los principales lugares turísticos son: Badacsony, Balatonalmádi, Balatonboglár, Balatonfüred, Balatonlelle, Fonyód, Keszthely, Siófok, Tihany y Vonyarcvashegy.

## Ciudades ribereñas

### Orilla norte
De este a oeste:

Balatonfőkajár - Balatonkenese - Balatonfűzfő - Balatonalmádi - Alsóörs - Paloznak - Csopak - Balatonfüred - Tihany - Aszófő - Örvényes - Balatonudvari - Fövenyes - Balatonakali - Zánka - Balatonszepezd - Révfülöp - Pálköve - Balatonrendes - Ábrahámhegy - Badacsonytomaj - Badacsonytördemic - Szigliget - Balatonederics - Balatongyörök - Vonyarcvashegy - Gyenesdiás - Keszthely

### Orilla sur
De este a oeste:

Balatonakarattya - Balatonaliga - Balatonvilágos - Siófok-Sóstó - Siófok-Szabadifürdő - Siófok-Balatonszéplak - Zamárdi - Szántód - Balatonföldvár - Balatonszárszó - Balatonszemes - Balatonlelle - Balatonboglár - Fonyód - Bélatelep - Balatonfenyves - Balatonmáriafürdő - Balatonkeresztúr - Balatonberény - Fenékpuszta

## Galería

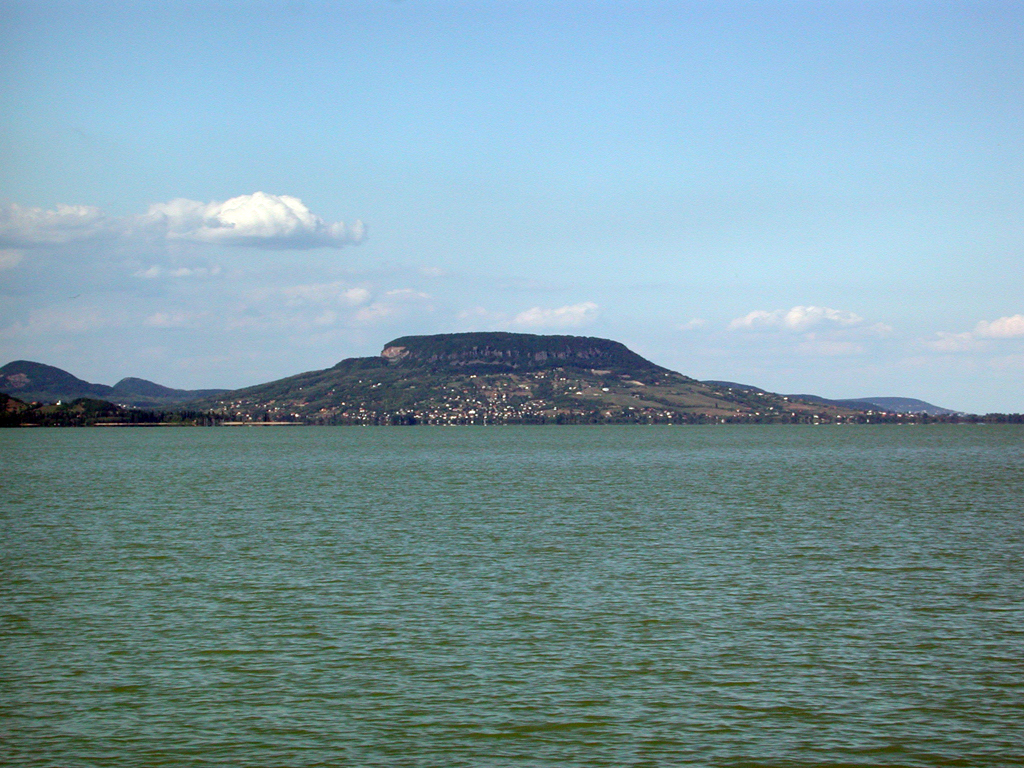
Badacsony
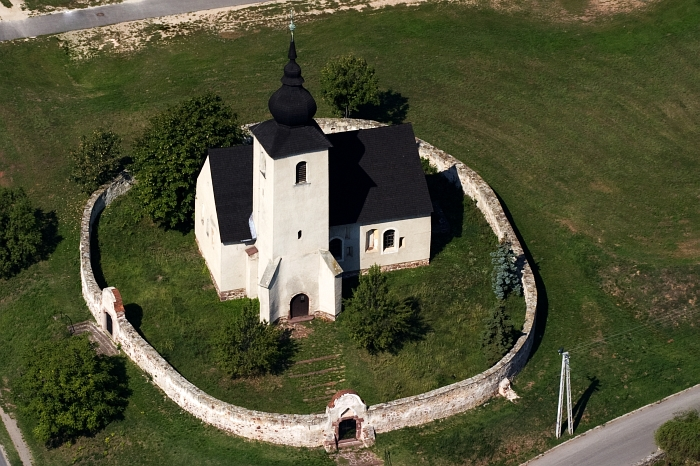
Balatonalmádi
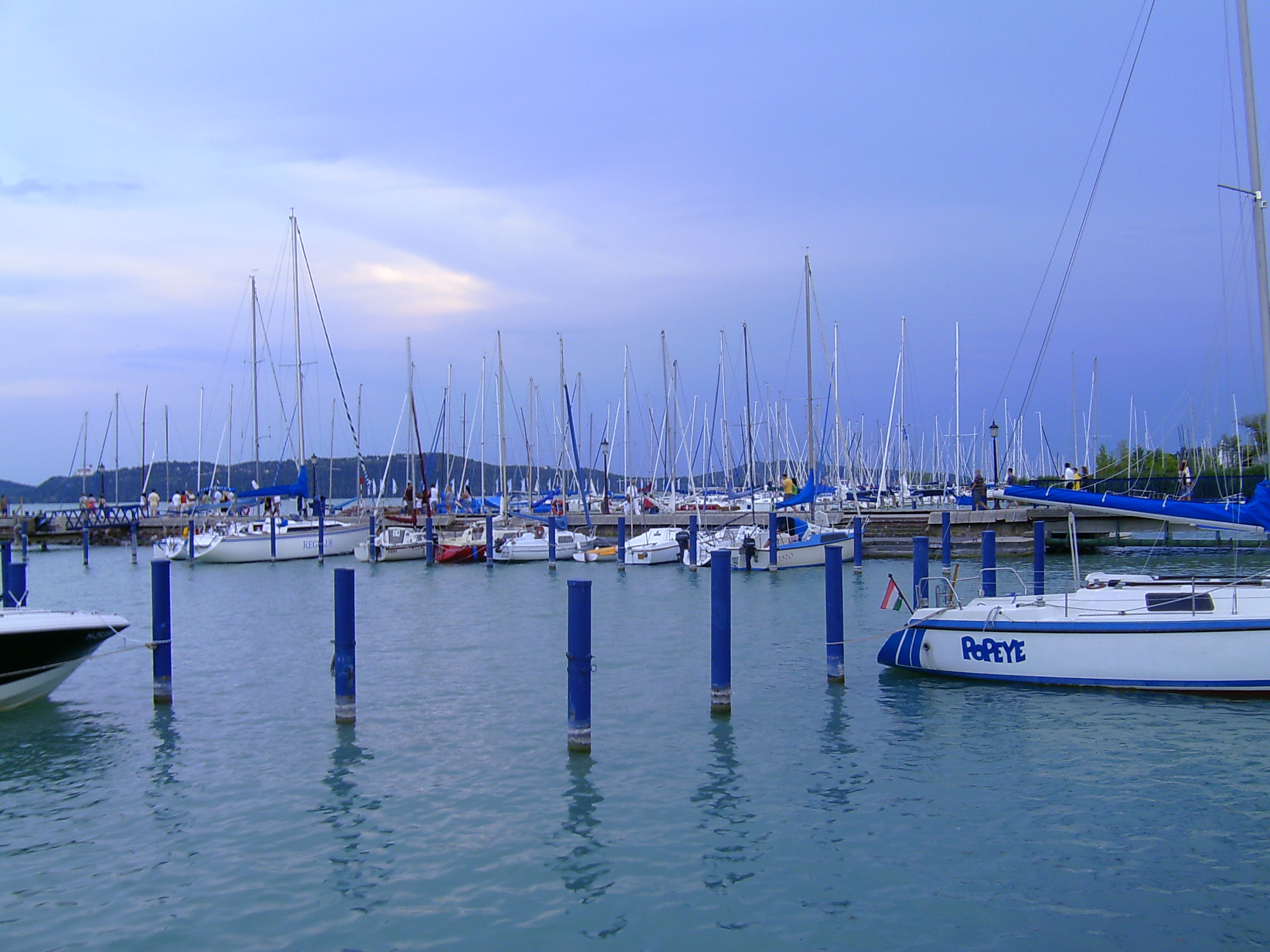
Balatonfüred
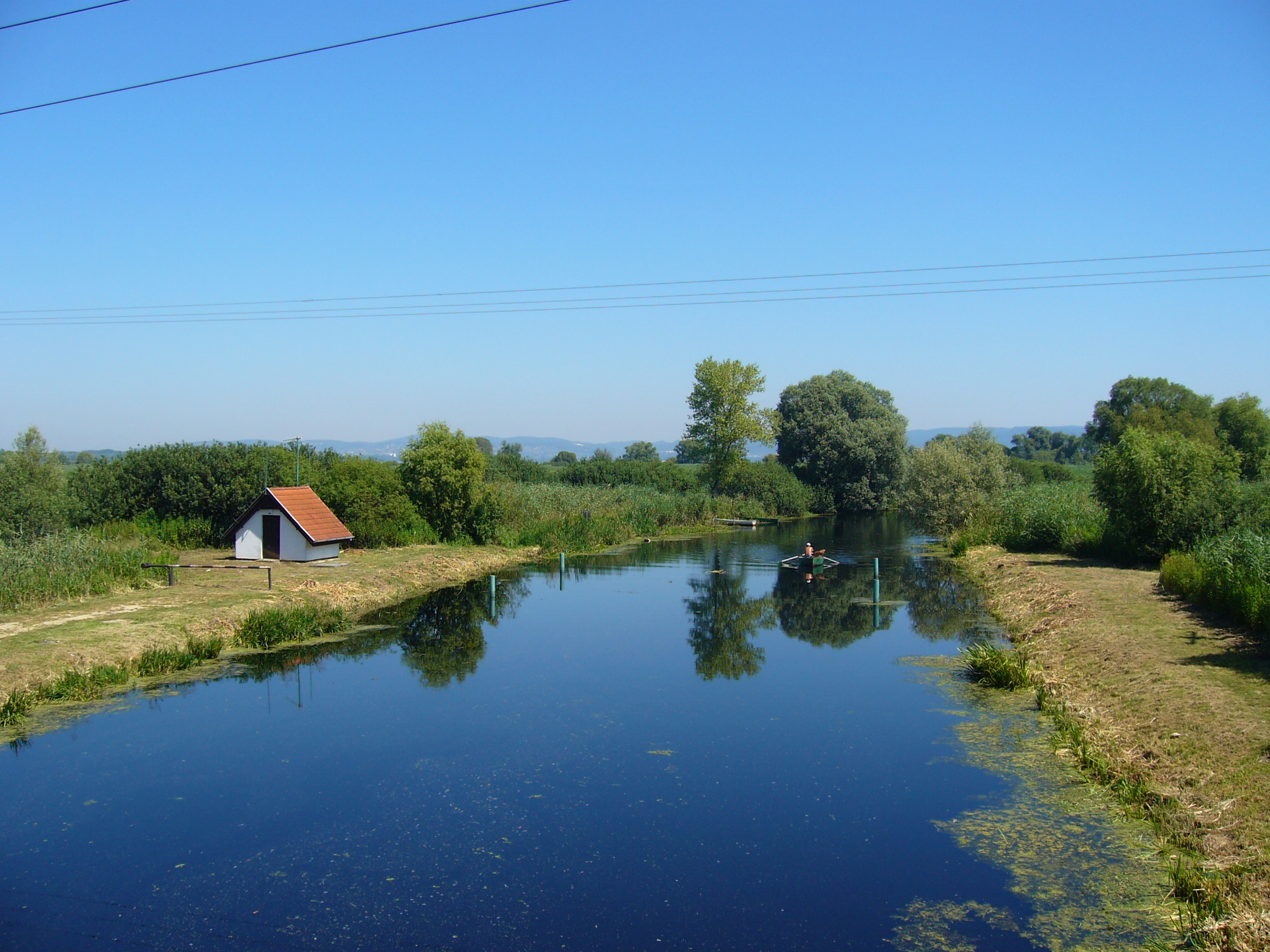
El estuario del Río Zala
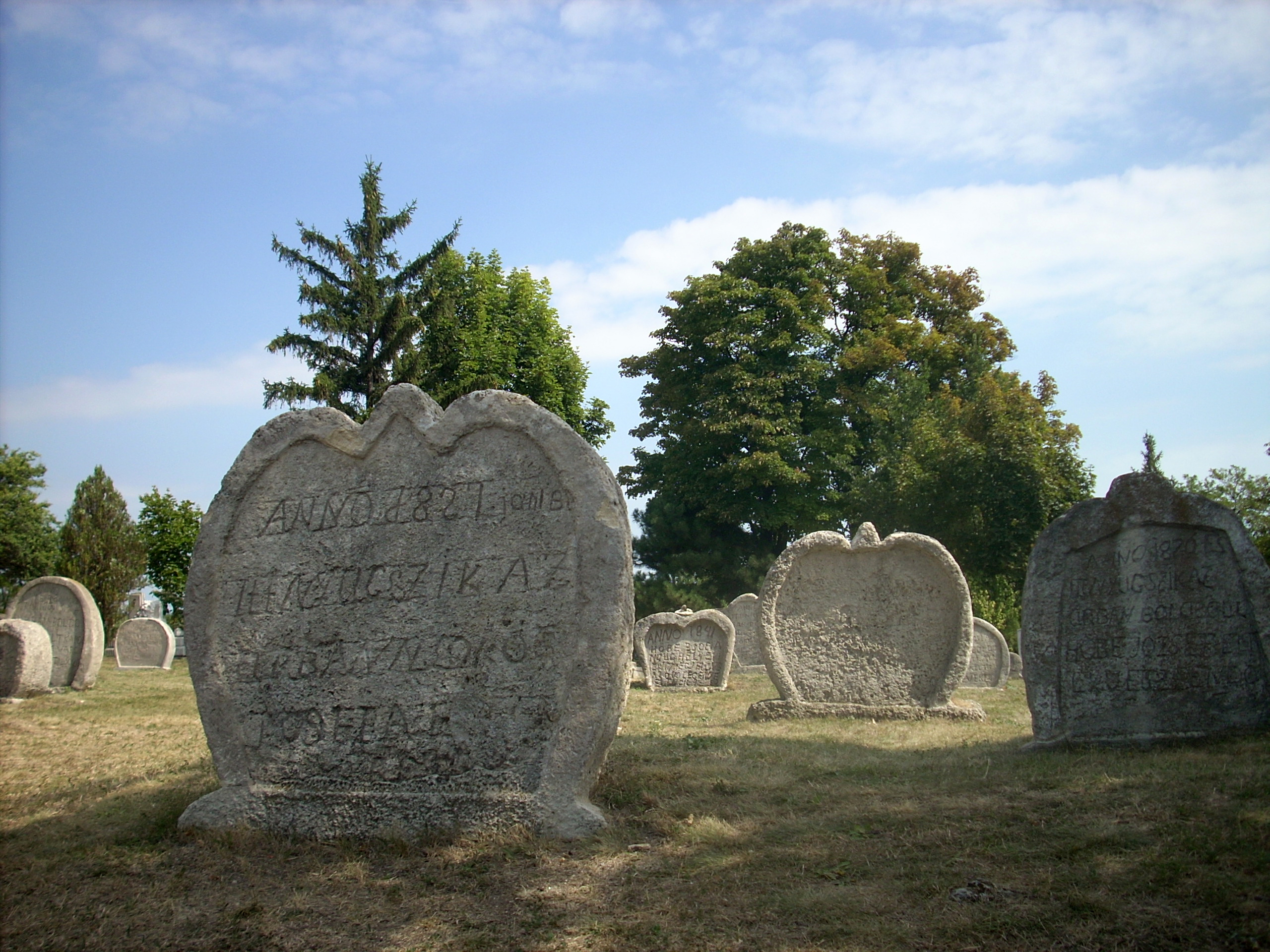
Balatonudvari
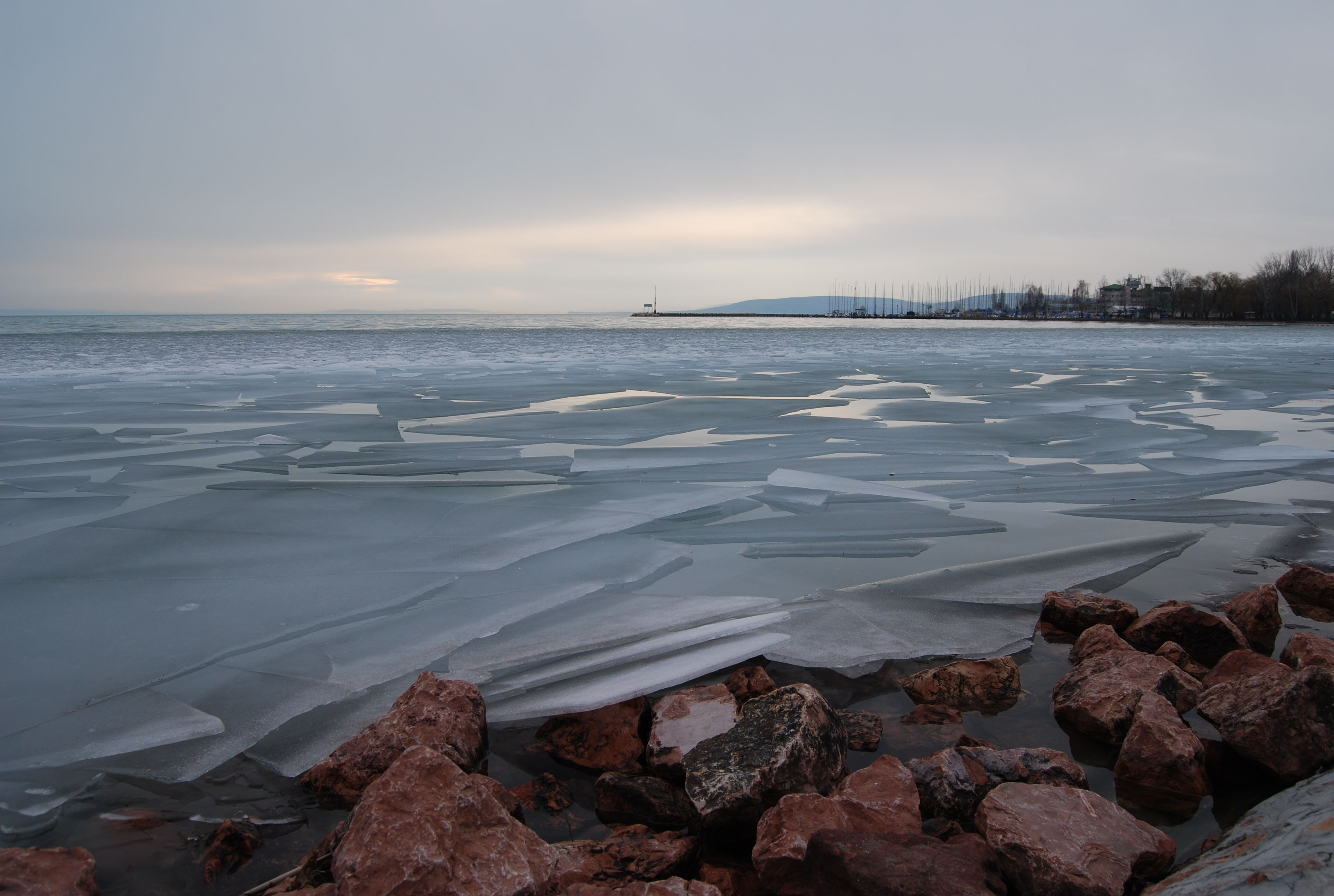
El lago en invierno
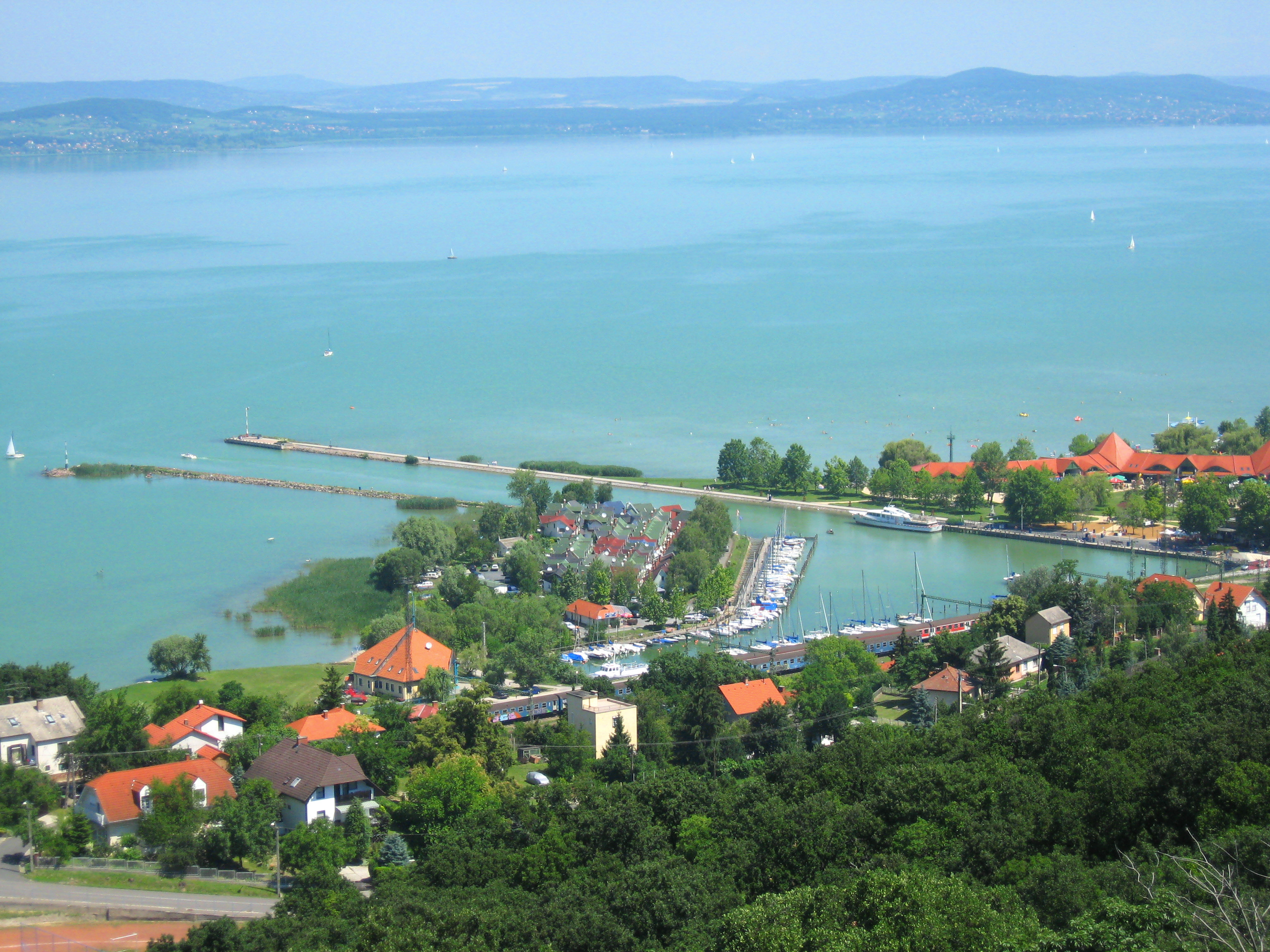
Fonyód
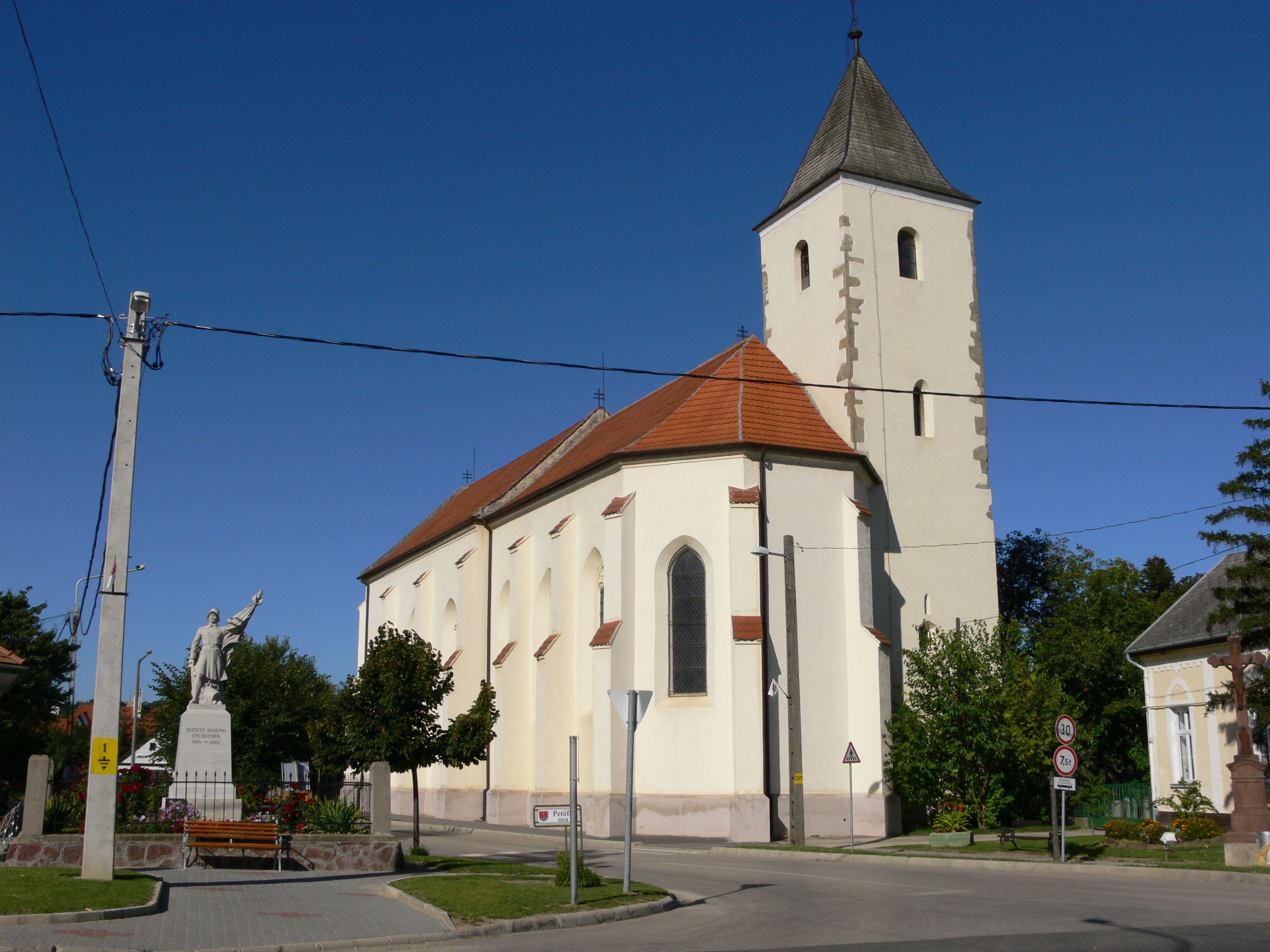
Kőröshegy
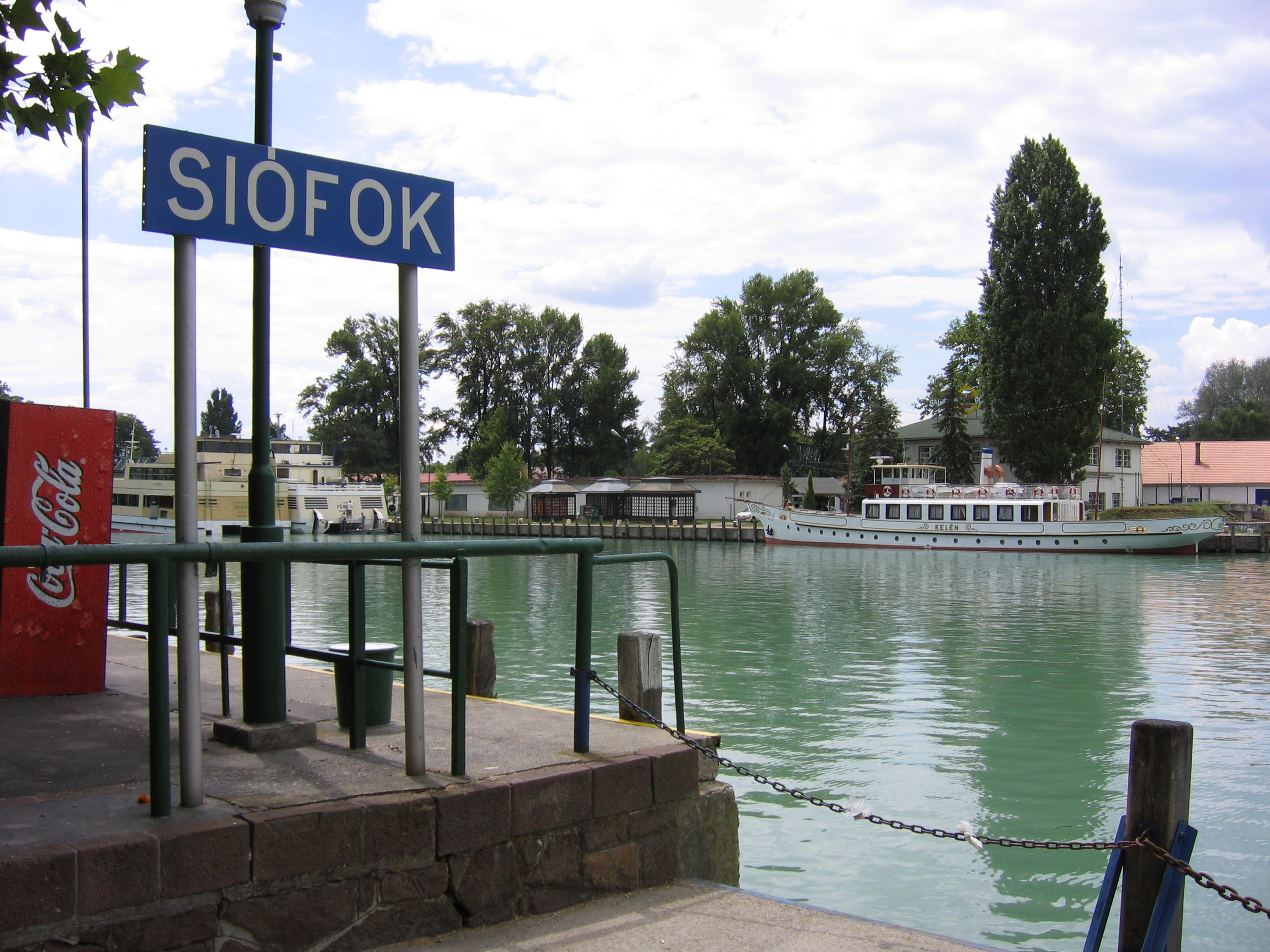
Siófok
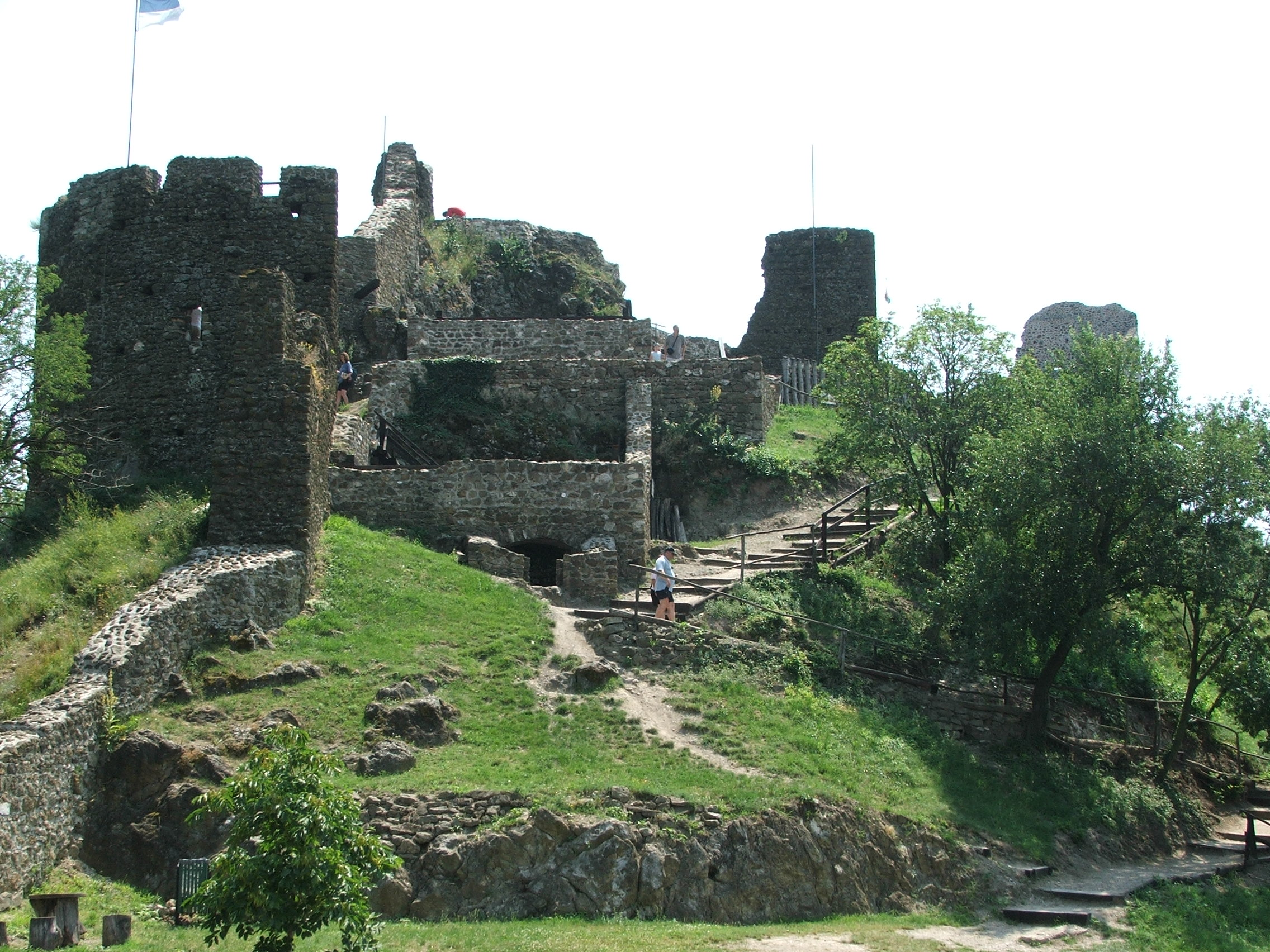
Castillo de Szigliget
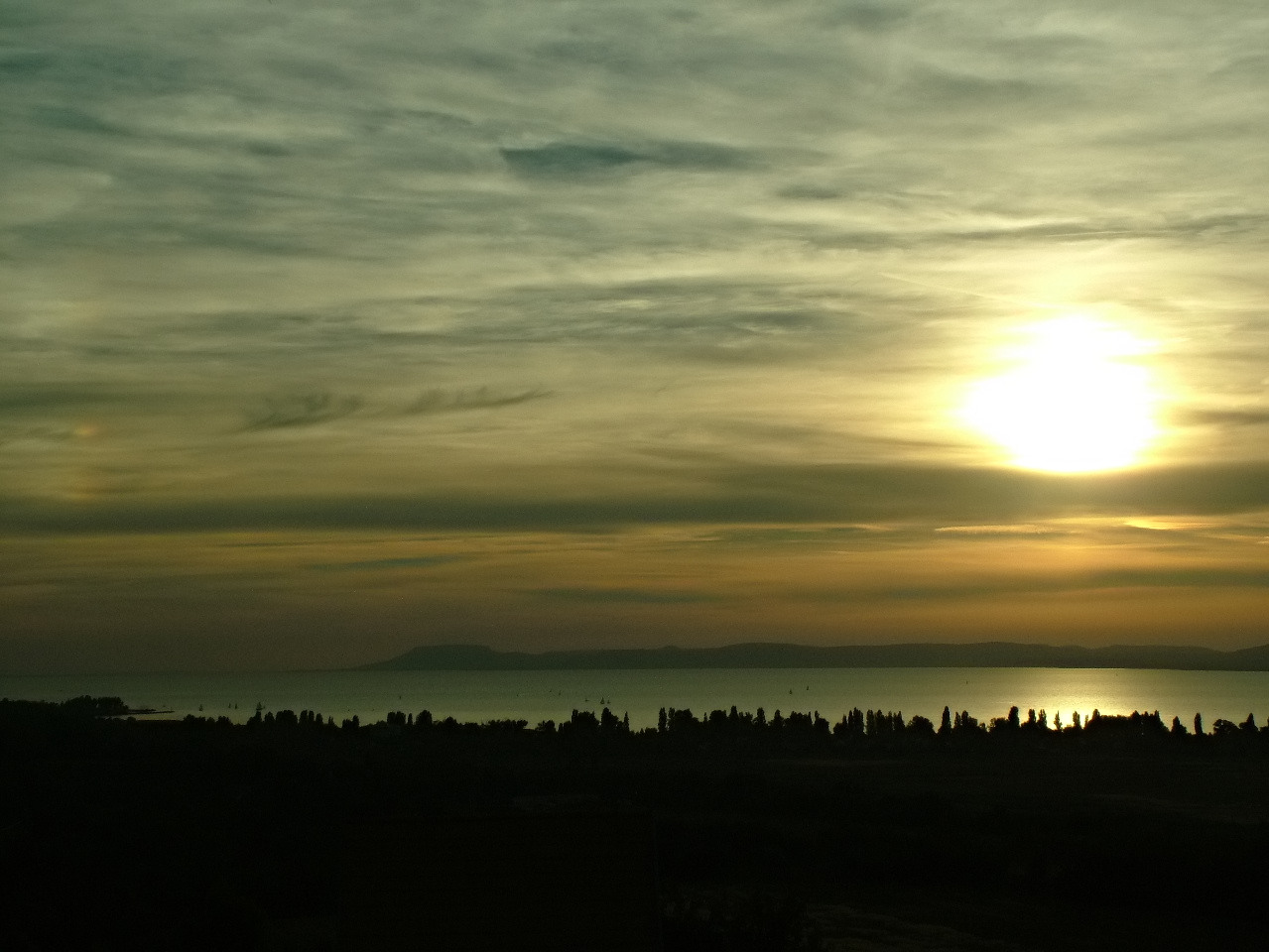
Zamárdi
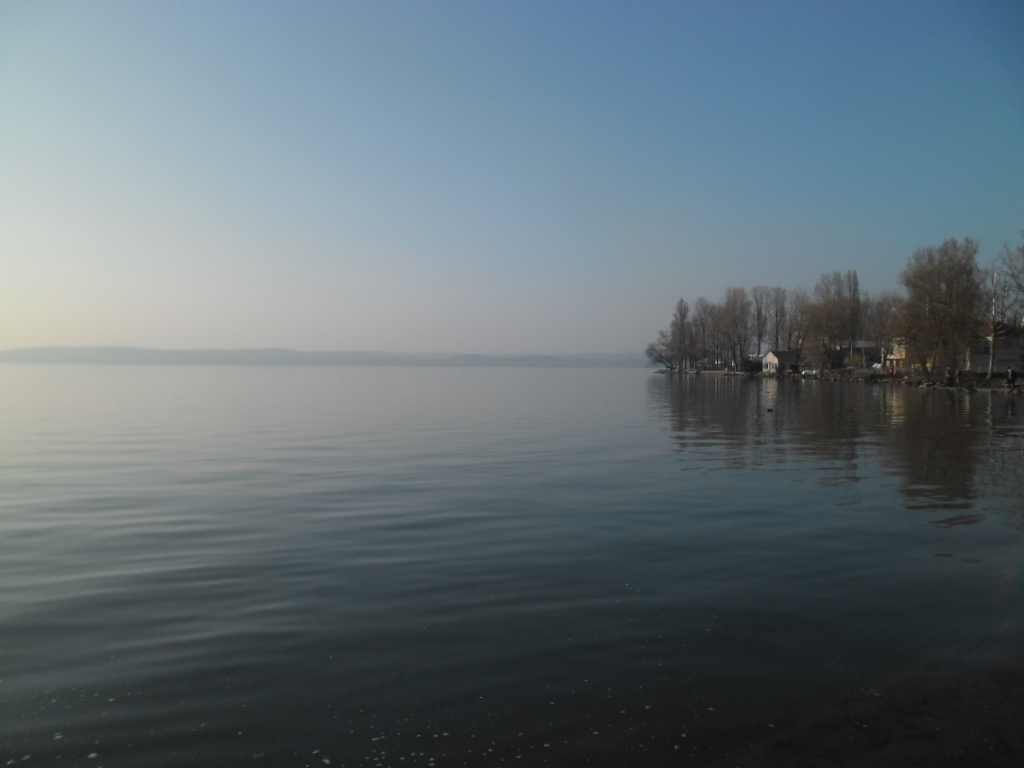
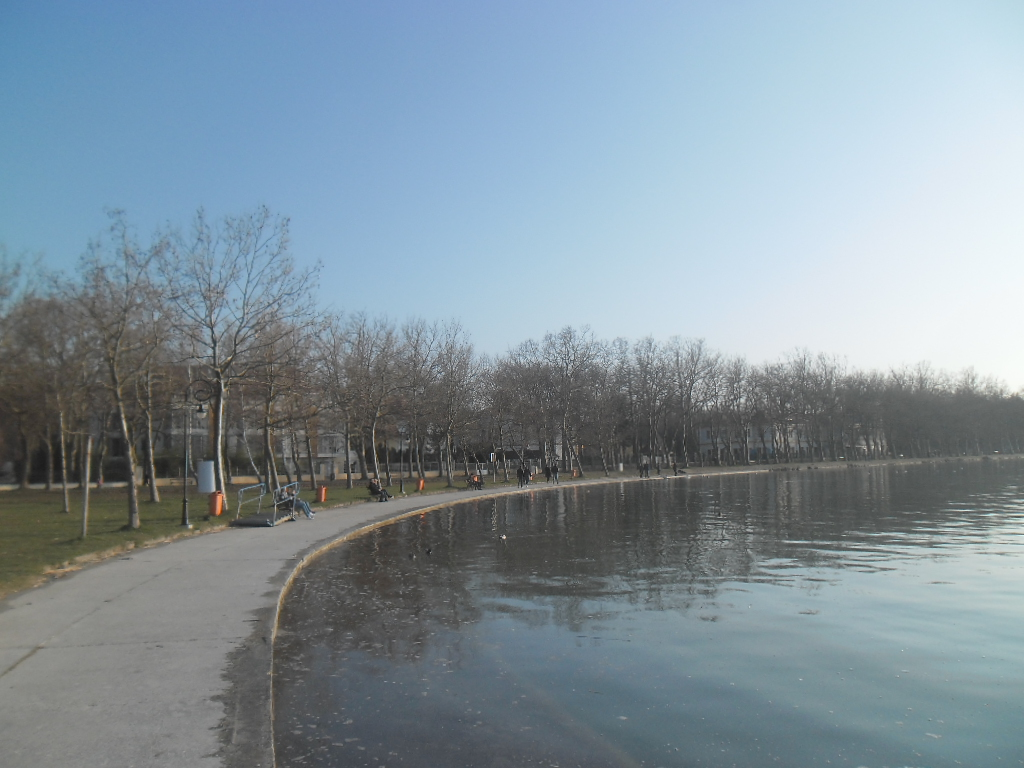
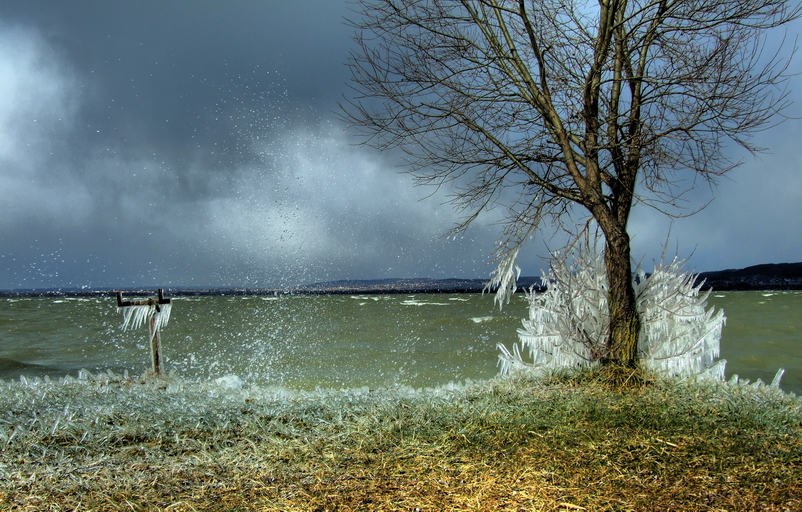
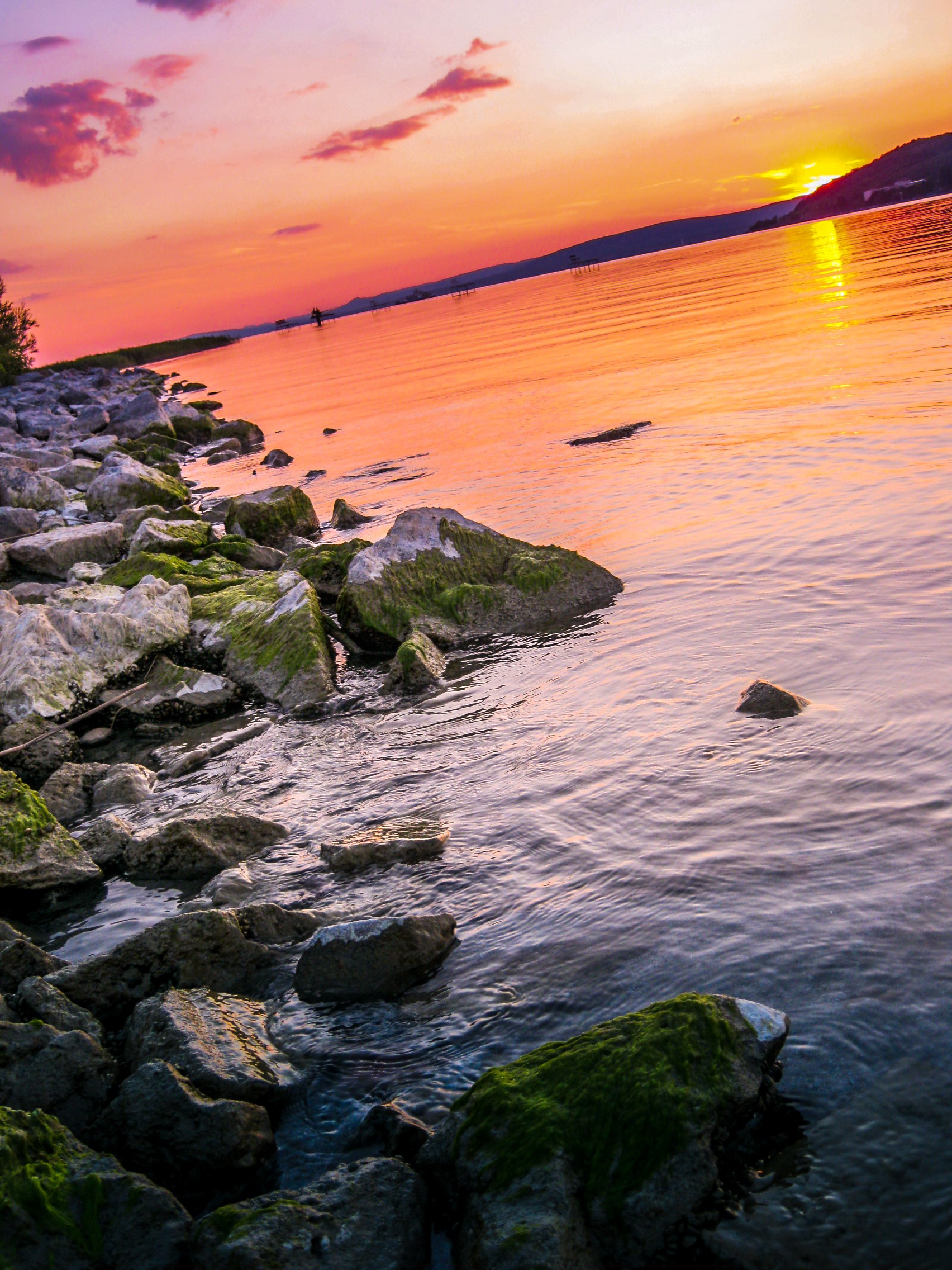